# 汤姆·胡佛
小托马斯·李·胡佛（英語：Thomas Lee Hoover Jr.，1941年1月23日—），美国NBA联盟前职业篮球运动员。他在1963年的NBA选秀中第1轮第6顺位被费城76人选中。